# Chrysotus exceptus
Chrysotus exceptus är en tvåvingeart som beskrevs av Becker 1922. Chrysotus exceptus ingår i släktet Chrysotus och familjen styltflugor.
Artens utbredningsområde är Colombia. Inga underarter finns listade i Catalogue of Life.